# Chaetodon unimaculatus
Chaetodon unimaculatus е вид лъчеперка от семейство Chaetodontidae.

## Разпространение
Видът е разпространен в Австралия, Американска Самоа, Вануату, Виетнам, Гуам, Еквадор (Галапагоски острови), Индонезия, Камбоджа, Кирибати (Феникс), Китай, Кокосови острови, Коморски острови, Мавриций, Малки далечни острови на САЩ (Атол Джонстън, Остров Бейкър и Хауленд), Маршалови острови, Микронезия, Мозамбик, Науру, Ниуе, Нова Каледония, Остров Рождество, Острови Кук, Палау, Папуа Нова Гвинея, Питкерн, Провинции в КНР, Самоа, САЩ (Хавайски острови), Северни Мариански острови, Сингапур, Соломонови острови, Тайван, Тайланд, Токелау, Тонга, Тувалу, Уолис и Футуна, Фиджи, Филипини, Френска Полинезия, Чили (Великденски остров) и Япония.